# Pierre Laurent (rugby à XV)
Pour les articles homonymes, voir Pierre Laurent et Laurent.
Pas d'image ? Cliquez ici

a Compétitions nationales et continentales officielles uniquement.

Dernière mise à jour le 27 février 2012.
Pierre Laurent, né le 28 mai 1978, est un joueur de rugby à XV français qui évolue au poste de troisième ligne aile au sein de l'effectif du CS Vienne depuis 2010.